# Euxoa domestica
Euxoa domestica är en fjärilsart som beskrevs av Fabricius 1794. Euxoa domestica ingår i släktet Euxoa och familjen nattflyn. Inga underarter finns listade i Catalogue of Life.